# Pouilly-sous-Charlieu
Pour les articles homonymes, voir Pouilly.
Pouilly-sous-Charlieu est une commune française située dans le département de la Loire en région Auvergne-Rhône-Alpes.

## Géographie

### Localisation
Pouilly-sous-Charlieu se situe à environ vingt minutes de Roanne.

### Communes limitrophes
|          | Saint-Nizier-sous-Charlieu | Charlieu                            |
| Briennon | Pouilly-sous-Charlieu      | Chandon Saint-Hilaire-sous-Charlieu |
|          | Vougy                      | Nandax                              |

## Toponymie
Le toponyme « Pouilly » fait référence à l'une des tribus rustiques de Rome antique Pollia à laquelle les enfants de légionnaires, nés dans les provinces de l’Empire, appartenaient par le droit du sol.

## Politique et administration

### Liste des maires[3]
| Période   | Période   | Identité                       | Étiquette | Qualité |
| --------- | --------- | ------------------------------ | --------- | ------- |
| 1791      | 1793      | Henry Rochu                    |           |         |
| 1793      | 1796      | Antoine Brossard               |           |         |
| 1796      | 1798      | Philibert Valorge              |           |         |
| 1798      | 1800      | Henry Rochu                    |           |         |
| 1800      | 1813      | François Petit                 |           |         |
| 1813      | 1817      | Henry Rochu                    |           |         |
| 1817      | 1828      | Philibert Valorge              |           |         |
| 1828      | 1830      | Claude-Marie Rochu             |           |         |
| 1830      | 1846      | Étienne Brossard               |           |         |
| 1846      | 1848      | Antonin Petit                  |           |         |
| 1848      | 1852      | Antoine Petel                  |           |         |
| 1852      | 1870      | Benoît Brossard                |           |         |
| 1870      | 1874      | Étienne Brossard               |           |         |
| 1874      | 1876      | Louis-Jean de Thy-de-Milly     |           |         |
| 1876      | 1894      | Étienne Brossard               |           |         |
| 1894      | 1895      | Claude Bernard                 |           |         |
| 1895      | 1896      | François Ginet                 |           |         |
| 1896      | 1904      | Jean-Marie Bure                |           |         |
| 1904      | 1912      | Ennemond Thoral                |           |         |
| 1912      | 1919      | Claudius Rochu                 |           |         |
| 1919      | 1935      | André Tinet                    |           |         |
| 1935      | 1941      | Ennemond Thoral                | SFIO      |         |
| 1941      | 1944      | Claude Ressort                 |           |         |
| 1944      | 1945      | André Janicaut                 |           |         |
| 1945      | 1966      | Ennemond Thoral                | SFIO      |         |
| 1966      | 1971      | Albert Gagnol                  |           |         |
| 1971      | 1983      | Georges Ceaux                  |           |         |
| 1983      | 1989      | Andrée Chauvot épouse Mondière |           |         |
| 1989      | 1995      | Jean-François Bourrelière      |           |         |
| 1995      | mai 2008  | Georges Thoral                 | PS        |         |
| mai 2008  | mars 2014 | Georges Bonnot                 |           |         |
| mars 2014 | En cours  | Philippe Jarsaillon            |           |         |

## Démographie
L'évolution du nombre d'habitants est connue à travers les recensements de la population effectués dans la commune depuis 1793. Pour les communes de moins de 10 000 habitants, une enquête de recensement portant sur toute la population est réalisée tous les cinq ans, les populations de référence des années intermédiaires étant quant à elles estimées par interpolation ou extrapolation. Pour la commune, le premier recensement exhaustif entrant dans le cadre du nouveau dispositif a été réalisé en 2005.

En 2022, la commune comptait 2 584 habitants, en évolution de +4,03 % par rapport à 2016 (Loire : +1,32 %, France hors Mayotte : +2,11 %).
| 1793  | 1800  | 1806  | 1821  | 1831  | 1836  | 1841  | 1846  | 1851  |
| ----- | ----- | ----- | ----- | ----- | ----- | ----- | ----- | ----- |
| 1 060 | 1 008 | 1 150 | 1 192 | 1 372 | 1 522 | 1 534 | 1 645 | 1 717 |

| 1856  | 1861  | 1866  | 1872  | 1876  | 1881  | 1886  | 1891  | 1896  |
| ----- | ----- | ----- | ----- | ----- | ----- | ----- | ----- | ----- |
| 1 770 | 1 886 | 1 853 | 1 814 | 1 821 | 1 902 | 1 799 | 1 653 | 1 816 |

| 1901  | 1906  | 1911  | 1921  | 1926  | 1931  | 1936  | 1946  | 1954  |
| ----- | ----- | ----- | ----- | ----- | ----- | ----- | ----- | ----- |
| 2 061 | 2 224 | 2 076 | 1 889 | 2 080 | 2 206 | 2 149 | 2 071 | 2 180 |

| 1962  | 1968  | 1975  | 1982  | 1990  | 1999  | 2005  | 2006  | 2010  |
| ----- | ----- | ----- | ----- | ----- | ----- | ----- | ----- | ----- |
| 2 296 | 2 529 | 2 681 | 2 973 | 2 834 | 2 720 | 2 674 | 2 659 | 2 544 |

| 2015  | 2020  | 2022  | - | - | - | - | - | - |
| ----- | ----- | ----- | - | - | - | - | - | - |
| 2 491 | 2 562 | 2 584 | - | - | - | - | - | - |

### Climat
Pour des articles plus généraux, voir Climat d'Auvergne-Rhône-Alpes et Climat de la Loire.
En 2010, le climat de la commune est de type climat océanique dégradé des plaines du Centre et du Nord, selon une étude du Centre national de la recherche scientifique s'appuyant sur une série de données couvrant la période 1971-2000. En 2020, Météo-France publie une typologie des climats de la France métropolitaine dans laquelle la commune est exposée à un climat de montagne ou de marges de montagne et est dans la région climatique Centre et contreforts nord du Massif Central, caractérisée par un air sec en été et un bon ensoleillement.
Pour la période 1971-2000, la température annuelle moyenne est de 11 °C, avec une amplitude thermique annuelle de 16,7 °C. Le cumul annuel moyen de précipitations est de 736 mm, avec 9,5 jours de précipitations en janvier et 6,8 jours en juillet. Pour la période 1991-2020, la température moyenne annuelle observée sur la station météorologique de Météo-France la plus proche, « Charlieu », sur la commune de Charlieu à 5 km à vol d'oiseau, est de 11,6 °C et le cumul annuel moyen de précipitations est de 769,3 mm,. Pour l'avenir, les paramètres climatiques de la commune estimés pour 2050 selon différents scénarios d'émission de gaz à effet de serre sont consultables sur un site dédié publié par Météo-France en novembre 2022.

## Urbanisme

### Typologie
Au 1er janvier 2024, Pouilly-sous-Charlieu est catégorisée bourg rural, selon la nouvelle grille communale de densité à sept niveaux définie par l'Insee en 2022.
Elle appartient à l'unité urbaine de Charlieu, une agglomération intra-départementale regroupant quatre  communes, dont elle est ville-centre,,. Par ailleurs la commune fait partie de l'aire d'attraction de Roanne, dont elle est une commune de la couronne,. Cette aire, qui regroupe 88 communes, est catégorisée dans les aires de 50 000 à moins de 200 000 habitants,.

### Occupation des sols
L'occupation des sols de la commune, telle qu'elle ressort de la base de données européenne d’occupation biophysique des sols Corine Land Cover (CLC), est marquée par l'importance des territoires agricoles (83,9 % en 2018), une proportion sensiblement équivalente à celle de 1990 (84,7 %). La répartition détaillée en 2018 est la suivante : 
prairies (66,2 %), zones agricoles hétérogènes (12,1 %), zones urbanisées (11,9 %), terres arables (5,7 %), eaux continentales (2,6 %), forêts (1,6 %). L'évolution de l’occupation des sols de la commune et de ses infrastructures peut être observée sur les différentes représentations cartographiques du territoire : la carte de Cassini (XVIIIe siècle), la carte d'état-major (1820-1866) et les cartes ou photos aériennes de l'IGN pour la période actuelle (1950 à aujourd'hui).

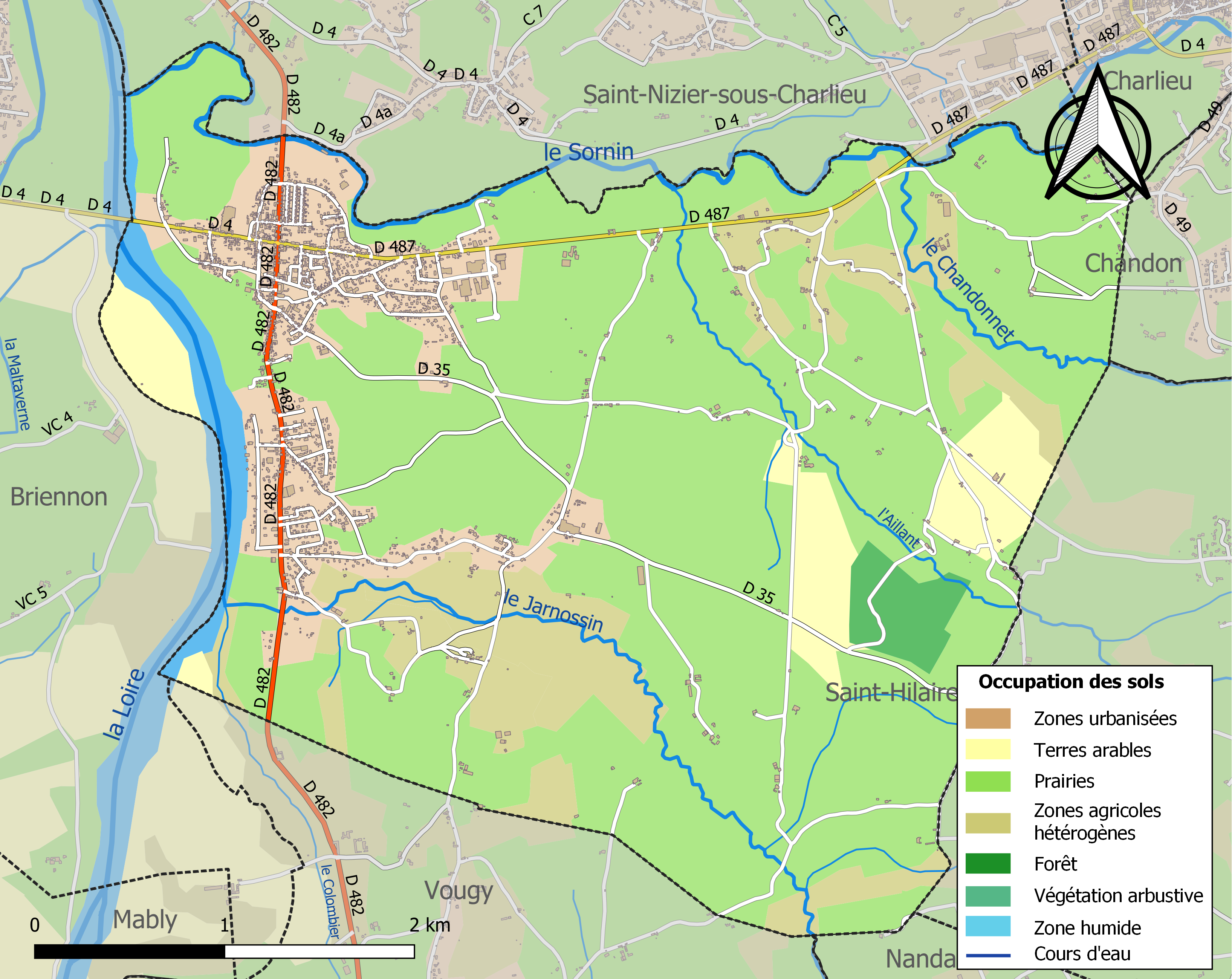
Carte des infrastructures et de l'occupation des sols de la commune en 2018 (CLC).

## Lieux et monuments

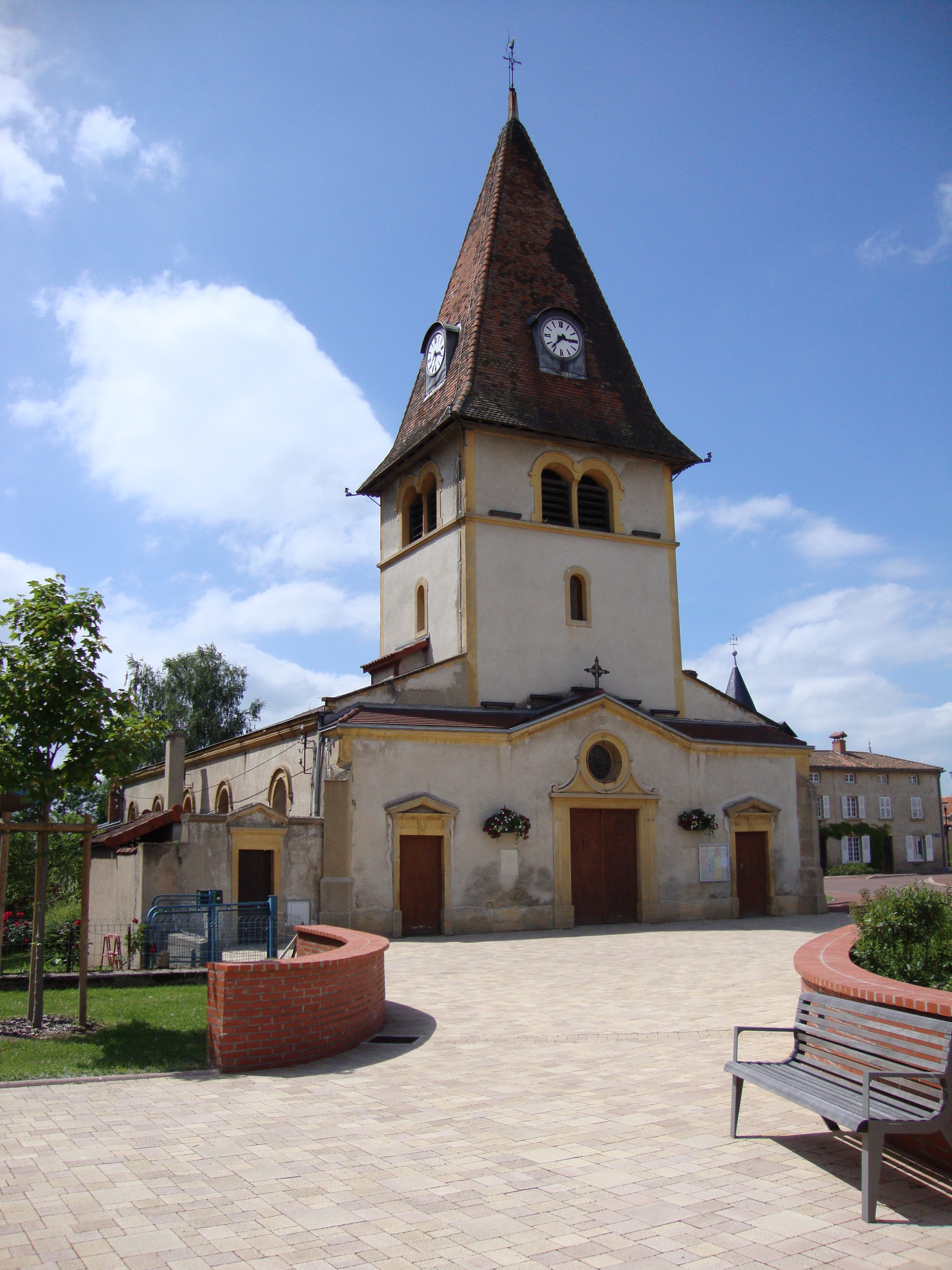
L'église Saint-Pierre.

- Château de Tigny : le château appartenait à la famille de Fourniers sous François Ier. Il fut transformé en chambre d'hôtes[21].
- Château de Montrenard : château du XIVe siècle qui a fait l’objet d’une inscription au titre des monuments historiques par décision du 15 avril 1935[22].
- Château du Poyet : inscrit au titre des Monuments historiques en 2023[23].
- Église Saint-Pierre.
- Pont du Diable : le pont de Tigny mentionné dès 1320 mais désigné communément sous le nom de Pont du Diable enjambait autrefois le Sornin. Le pont permettait le passage du Sornin sur la route médiévale de Belleville par Chauffailles, Charlieu, La Bénisson-Dieu, Noailly, Saint-Germain-Lespinasse et Saint-Haon-le-Châtel pour rejoindre Vichy[24]. Il est inscrit aux monuments historiques depuis 1928[25].

## Personnalités liées à la commune
- Étienne Brossard (1839-1894), député, sénateur, président du Conseil général de la Loire et maire de Pouilly-sous-Charlieu où il est né et mort.
- Ennemond Thoral (1905-1966), député et maire de Pouilly-sous-Charlieu où il est né et mort.
- Claude Mont (1913-2001), député, sénateur et maire de Noirétable, né à Pouilly-sous-Charlieu.
- Jean-Marc Ferreri (né en 1962), footballeur et commentateur sportif, a été remarqué par Guy Roux alors qu'il jouait avec le petit club de Pouilly-sous-Charlieu.

## Héraldique
|  | Les armoiries de Pouilly-sous-Charlieu se blasonnent ainsi : Ecartelé : au premier de gueules au renard rampant d'or, au second contre écartelé d'argent et d'azur, au troisième de sinople au chevron d'argent chargé d'une billette de sable, au quatrième de gueules à l'aigle bicéphale d'or. |

## Jumelage

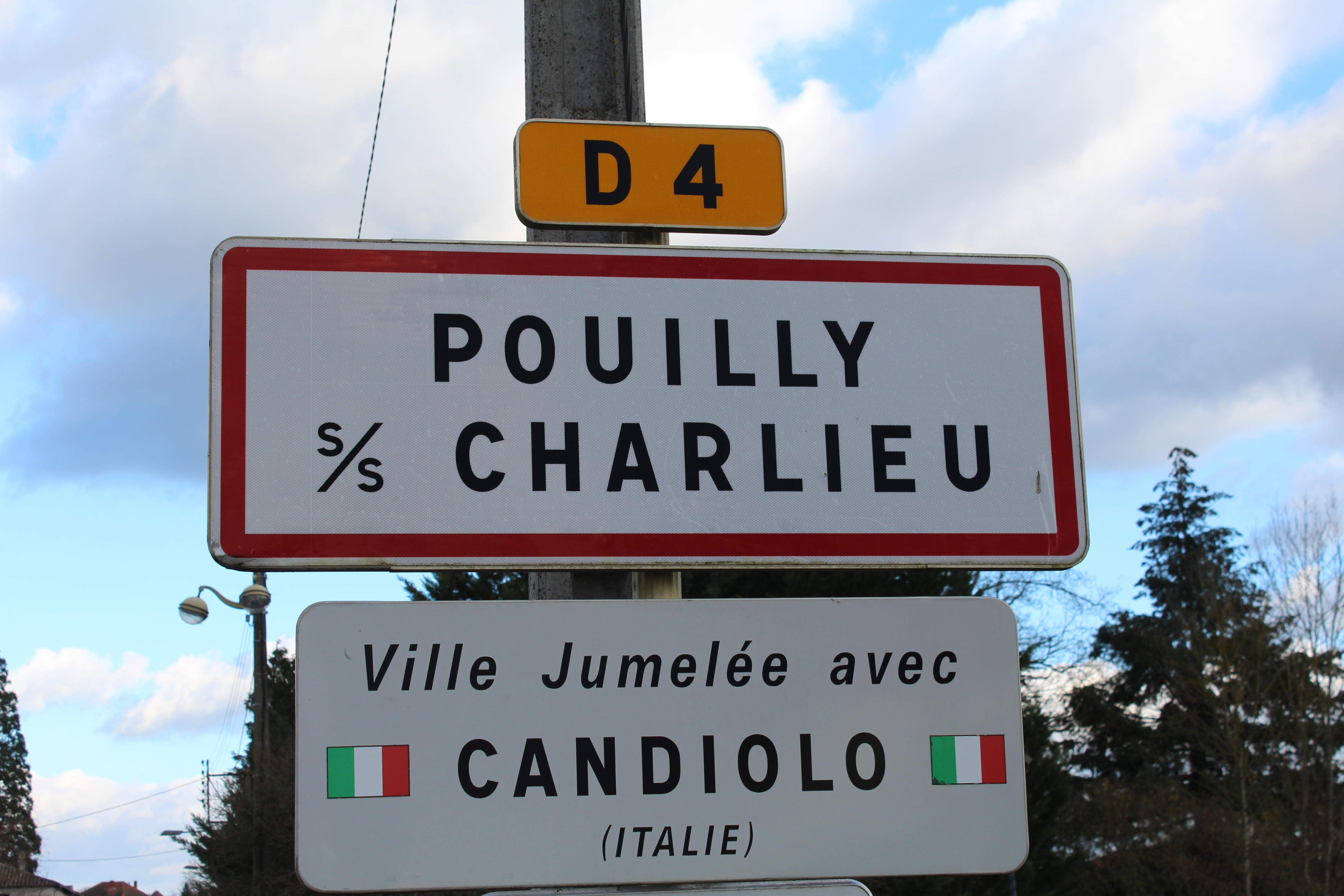
Panneau d'entrée du village avec mention du jumelage.

- Candiolo (Italie) depuis 2007